# Toyota LiteAce

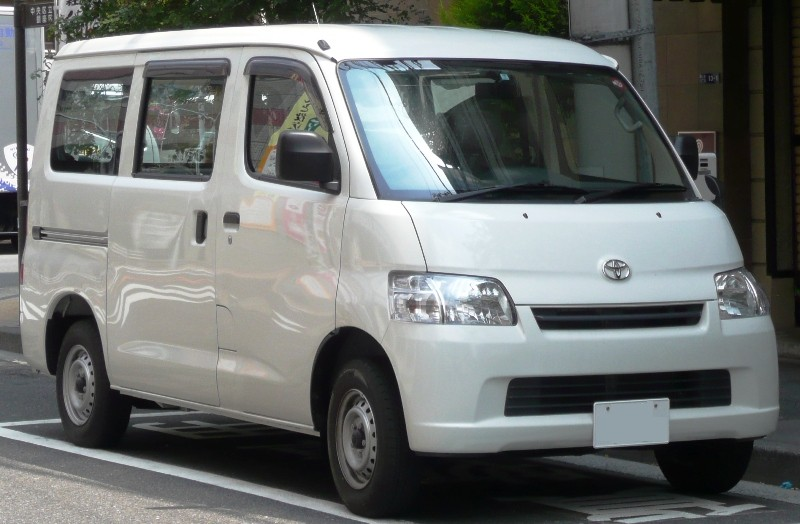
Toyota LiteAce S402

Toyota LiteAce (укр. Тойота ЛайтЕйс) — мінівен, аналог вантажівки Toyota TownAce. Наявність одноплатформенних аналогів пов'язано з особливостями системи збуту компанії Toyota. Крім Японії, часто зустрічаються в країнах з лівостороннім рухом — Австралія, Велика Британія, а також в Росії. Аналоги з лівостороннім розташуванням керма для ринків США і Європи (1983—1991) отримали також назви Toyota Space Cruiser і Toyota Model-F.
До 1986 року випускався виключно задньопривідний варіант, потім з'явилися повноприводні мікроавтобуси і мікровантажівки з переднім мостом, що примусово підключається (Part time 4WD).
До 1996 року ця модель виготовлялася у вигляді рамного мінівена зі середньомоторним компонуванням двигуна, в пасажирському (7-9 місць) і вантажному (5 місць) варіанті, з МКП і АКПП Aisin. комплектації:
- DX — вантажна (кондиціонер);
- AXL — поліпшена вантажна (додатково: електропривод склопідйомників, поліпшена оптика)
- GXL — пасажирська (додатково: CD-магнітола, доп.кондіціонер / грубка для салону, електролюк, електропривод дзеркал);
- FXV — поліпшена пасажирська (додатково: холодильник, шторки на електроприводах, електрообігрів дзеркал).

На них встановлювалися низькофорсовані (до 100 к.с.) бензинові карбюраторні і інжекторні двигуни серії Y і K, а також дизельні атмосферні і оснащені турбіною двигуни серії С.
В результаті зміни модельного ряду мінівенів в кінці 1996 року, під впливом обмежень в ряді країн на безкапотні пасажирські мінівени, розташування двигуна було винесено вперед, з'явився капот, система Part time змінилася на постійний повний привід (Full time 4WD). Бензинові двигуни серії Y (3Y-EU) були замінені на більш потужні серії S (інжекторний 3S-FE). Пасажирський варіант отримав назву Toyota Lite Ace Noah (1996—2001), потім перетворився в Toyota Noah і Toyota Voxy. Вантажопасажирський фургон і мікровантажівка випускаються під колишньою назвою.
З 2008 року фургон випускається тільки моноприводом і оснащений 1,5 літровим бензиновим двигуном з МКПП і АКПП.